# Gaultheria crassa
Gaultheria crassa là một loài thực vật có hoa trong họ Thạch nam. Loài này được Allan mô tả khoa học đầu tiên năm 1961.